# 王成源
王成源（1938年1月28日—），生于吉林省开通县（今屬通榆县），原籍吉林省盘石县，古生物学家，国际牙形刺研究协会（潘德尔学会）终身成就奖获得者。

## 經歷
- 中国科学院南京地质古生物研究所研究员（1990－）
- 国际古生物协会潘德尔学会授勋委员会委员（1985－）
- 国际地层委员会泥盆-石炭系界线工作组选举委员（1984－1989）
- 国际地层委员会二叠-三叠系界线工作组选举委员（1994－）
- 国际地层委员会泥盆系分会通讯委员（1985－）
- 中国古生物学会理事（1989－2001）
- 中国微体古生物学会常务理事、学术委员（1996－2000）
- 微体古生物学报副主编（1996－2001）
- 中国微体古生物学会牙形类学科组组长（1996－）
- 中国科学院南京地质古生物研究所学术委员会委员、学位委员会委员、专业技术职称评定委员会委员（1995－2000）
- 蒙古国科技大学兼职教授（2001－）
- 蒙古国国立大学博士生指导老师（2003－）
- 沈阳师范大学古生物学院兼职教授（2011－）